# Giro del Piemonte 1950
Il Giro del Piemonte 1950, quarantesima edizione della corsa, si svolse il 15 ottobre 1950 su un percorso di 239 km. La vittoria fu appannaggio dell'italiano Alfredo Martini, che completò il percorso in 5h49'00", precedendo i connazionali Sergio Pagliazzi e Loretto Petrucci.
Sul traguardo del motovelodromo di Corso Casale di Torino 67 ciclisti, su 116 partiti dal medesimo impianto, portarono a termine la competizione.

## Percorso
Il ritrovo di partenza fu al motovelodromo di Corso Casale, mentre il chilometro zero, dopo il passaggio su ponte Umberto I, fu in piazza Rivoli. La corsa transitò quindi nell'ordine da Rivoli, Avigliana, Piossasco, Pinerolo, Saluzzo, Cuneo, Fossano, Bra, Canale, Chieri e Pino Torinese (con una breve salita), per concludersi nuovamente al Motovelodromo dopo 239 km di gara. Trattandosi di percorso prevalentemente pianeggiante, era atteso un arrivo in volata.

## Ordine d'arrivo (Top 10)
| Pos. | Corridore        | Squadra          | Tempo    |
| ---- | ---------------- | ---------------- | -------- |
| 1    | Alfredo Martini  | Taurea-Pirelli   | 5h49'00" |
| 2    | Sergio Pagliazzi | Arbos            | s.t.     |
| 3    | Loretto Petrucci | Legnano          | a 47"    |
| 4    | Alfio Ferrari    | Fréjus           | s.t.     |
| 5    | Fausto Coppi     | Bianchi-Ursus    | s.t.     |
| 6    | Nedo Logli       | Ganna            | s.t.     |
| 7    | Luciano Frosini  | Legnano          | s.t.     |
| 8    | Fiorenzo Magni   | Wilier Triestina | s.t.     |
| 9    | Dante Rivola     | Viscontea        | s.t.     |
| 10   | Renzo Zanazzi    | Arbos            | s.t.     |